# Bryodema nigrofrascia
Bryodema nigrofrascia is een rechtvleugelig insect uit de familie veldsprinkhanen (Acrididae). De wetenschappelijke naam van deze soort is voor het eerst geldig gepubliceerd in 2006 door Zhang, Wang & Yin.